# Чемпионат мира по софтболу среди женщин 1965
1-й чемпионат мира по софтболу среди женщин 1965 проводился в городе Мельбурн (Австралия) с 13 по 20 июля 1965 года с участием 5 команд. В Австралии и Мельбурне женский чемпионат мира проводился впервые.
Чемпионом мира стала (впервые в своей истории) сборная Австралии, победив в финале сборную США в упорнейшей борьбе со счётом 1:0. Третье место заняла сборная Японии, победившая в матче за 3-е место сборную Новой Зеландии со счётом 3:2.

## Итоговая классификация
| Место | Команда        |
| ----- | -------------- |
| 1     | Австралия      |
| 2     | США            |
| 3     | Япония         |
| 4     | Новая Зеландия |
| 5     | Новая Гвинея   |